# Râul Draghiște
Draghiște (Drabiște) este un afluent de dreapta a râului Racovăț, din Republica Moldova și Ucraina. În râu se varsă 32 afluenți cu o lungime sub 10 km și o lungime totală de 108 km. Scurgerea medie multianuală a apei în s. Trinca este de 0,46 m3/s sau 14,5 mln. m3. Scurgerea anuală variază într-un larg diapazon de la 0,22 m3/s (0,70 mln. m3), în anul 1985, până la 1,17 m3/ s (36,9 mln. m3), în anul 1969. Pe râu s-au construit două lacuri de acumulare cu suprafața de 198 ha și volumul total de 6,5 mln. m3. De asemenea, în bazin funcționează cca 20 de acumulări mici de apă (iazuri).

## Etimologie
Râul apare menționat documentar pentru prima dat într-un hrisov emis de cancelaria domnului Alexandru Lăpușneanu, care întărește lui Petrice Cârmă și fraților să jumătate din seliștea Băseni pe Drabiște. Hidronimul este de origine slavă, prevenind de la cuvântul drobišče (дробище) - „a sfărâma”, „a mărunți”, evoluat din proto-slava *drobь - „frânturi”, „fragmente mici”. Astfel, denumirea râului se datorează versanților pietroși și prezenței în albie a fragmentelor de stânci, bolovani, grohotiș, pietriș.

## Galerie

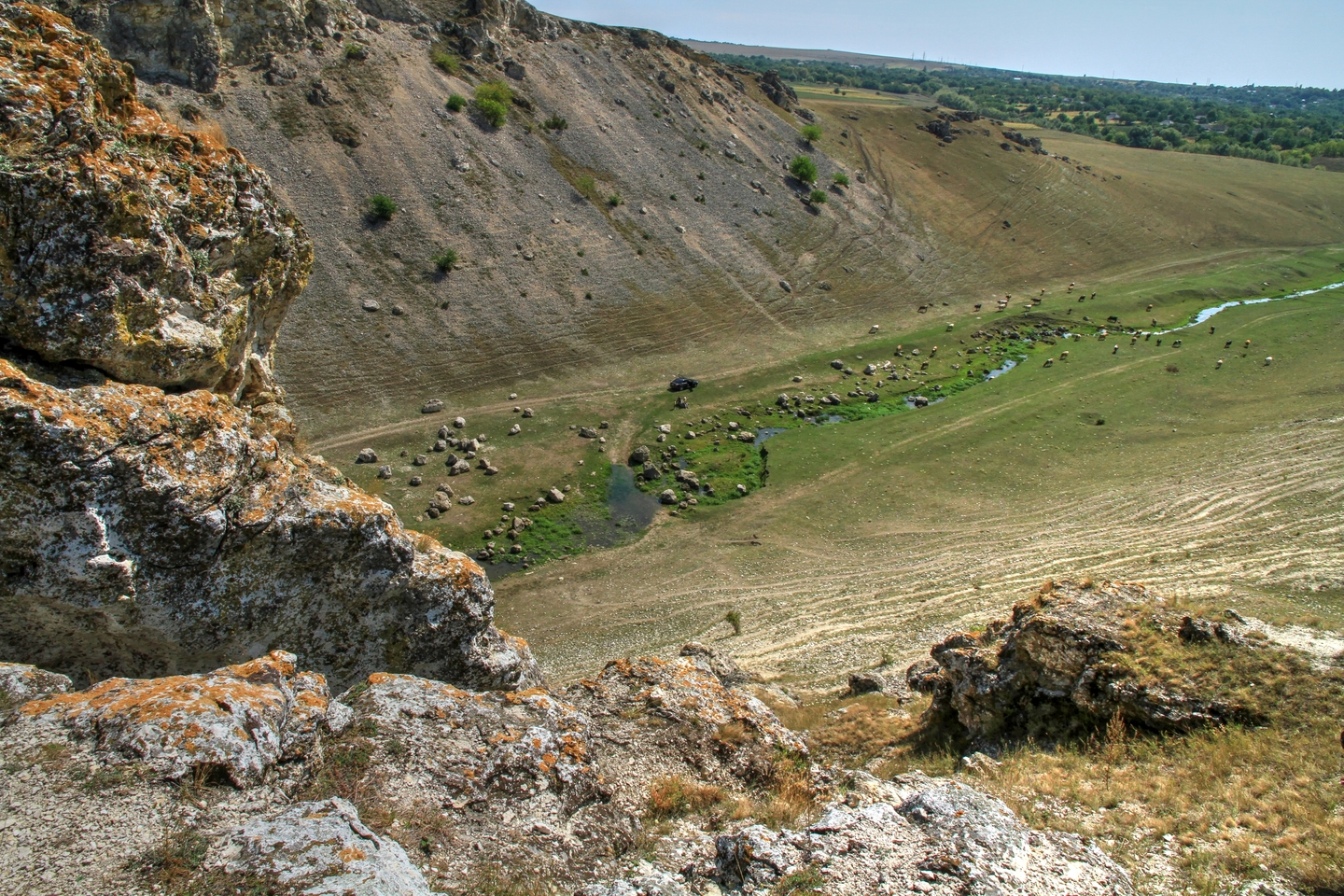
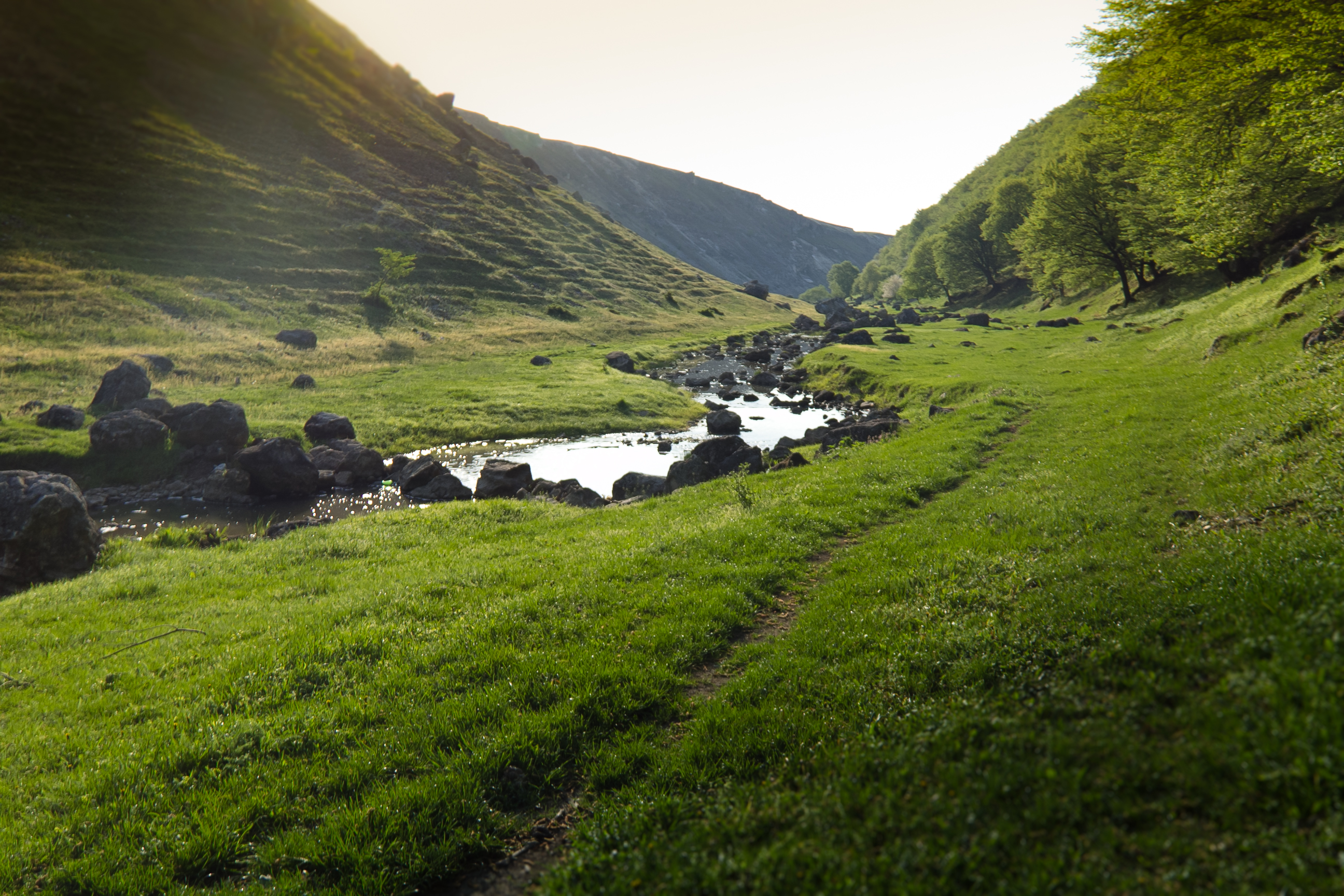
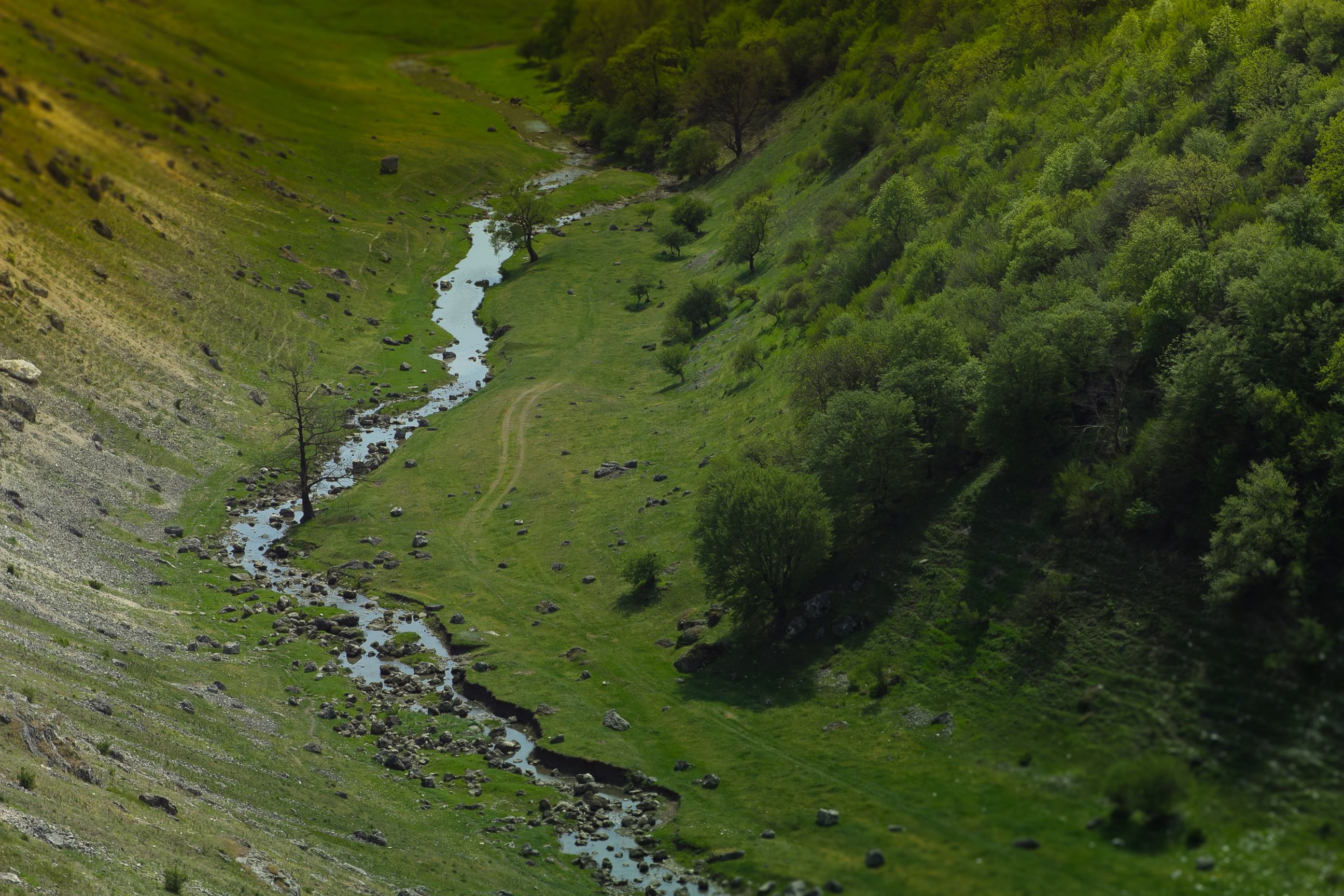
Defileul Burlănești